# Мерт Четін
Мерт Четін (тур. Mert Çetin; нар. 1 січня 1997, Анкара, Туреччина) — турецький футболіст, центральний захисник італійської «Верони». На умовах оренди грає за «Анкарагюджю».

## Клубна кар'єра
Народився в кварталі Чанкая міста Анкара. Футболом розпочав займатися в молодіжній академії «Генчлербірлігі». Влітку 2015 року Четін перейшов до фарм-клуби «Генчлербірлігі», «Хасеттепе», з яким підписав свій перший професіональний контракт. Один сезон провів в оренді в «Генчлербірлігі», але грав за молодіжну команду клубу. У сезоні 2016/17 років повернувся до «Хасеттепе», за який провів 31 матч.
У серпні 2017 року Мерт повернувся до молодіжного клубу «Генчлербірлігі» (Анкара), але цього разу підписав професіональний контракт. Спочатку грав за другу команду, але восени 2017 року переведений до першої команди, яка виступала у вищому дивізіоні турецького чемпіонату, у Суперлізі. За першу команду «Генчлербірлігі» дебютував 25 жовтня 2017 року в поєдинку Кубку Туреччини проти «Тузласпор», а в Суперлізі дебютував 19 листопада 2017 року в поєдинку проти «Кайсеріспор». Після вильоту команди до Першої ліги Туреччини став основним гравцем першої команди, якій допоміг завоювати срібні нагороди Першої ліги.
За повідомленнями турецьких ЗМІ навесні 2019 року, «Трабзонспор» та клуб французької Ліги 1 «Лілль» були зацікавлені в тому, щоб підписати захисника до початку наступного сезону.
У травні 2019 року допоміг команді напряму повернутися до Суперліги. У серпні 2019 року підписав 5-річний контракт з «Ромою», перехід турецького захисника італійцям коштував 3 мільйонів євро. Дебютував за столичний клуб у Серії A у жовтні 2019 року в переможному (2:1) поєдинку проти «Мілана».
Провівши в сезоні 2019/20 шість ігор за «вовків», 25 серпня 2020 року на умовах оренди на сезон перейшов до «Верони». У цій команді з'являвся на полі лише епізодами, попри це влітку 2021 року «Верона» викупила його контракт за 7 мільйонів євро.
Першу половину 2022 року провів на батьківщині в оренді у складі «Кайсеріспор», після чого також на умовах оренди приєднався до «Лечче». У подальшому продовжував грати на орендних правах на батьківщині за «Адана Демірспор» та «Анкарагюджю».

## Кар'єра в збірній
У молодіжної збірній Туреччини дебютував у вересні 2018 року в поєдинках кваліфікації молодіжного чемпіонату Європи 2019.
У серпні 2019 року головний тренер збірної Туреччини Шенол Гюнеш викликав Четіна до національної команди на поєдинки кваліфікації чемпіонату Європи 2020 року. Дебютував за турецьку збірну у листопаді 2019 року в останньому поєдинку кваліфікаційного турніру проти Андорри, замінивши Меріха Демірала.

## Статистика виступів

### Клубна
Станом на 10 липня 2023 року.
| Сезон                       | Команда                     | Чемпіонат                   | Чемпіонат | Чемпіонат | Національний кубок | Національний кубок | Національний кубок | Єврокубки | Єврокубки | Єврокубки | Інші кубки | Інші кубки | Інші кубки | Загалом | Загалом |
| Сезон                       | Команда                     | Змаг                        | Матчі     | Голи      | Змаг               | Матчі              | Голи               | Змаг      | Матчі     | Голи      | Змаг       | Матчі      | Голи       | Матчі   | Голи    |
| --------------------------- | --------------------------- | --------------------------- | --------- | --------- | ------------------ | ------------------ | ------------------ | --------- | --------- | --------- | ---------- | ---------- | ---------- | ------- | ------- |
| 2016-2017                   | «Хасеттепе»                 | 2 Ліга                      | 30        | 1         | КТ                 | 1                  | 0                  | -         | -         | -         | -          | -          | -          | 31      | 1       |
| 2017-2018                   | «Генчлербірлігі»            | СЛ                          | 2         | 0         | КТ                 | 4                  | 0                  | -         | -         | -         | -          | -          | -          | 6       | 0       |
| 2018-2019                   | «Генчлербірлігі»            | 1 Ліга                      | 25        | 1         | КТ                 | 1                  | 0                  | -         | -         | -         | -          | -          | -          | 26      | 1       |
| Загалом за «Генчлербірлігі» | Загалом за «Генчлербірлігі» | Загалом за «Генчлербірлігі» | 27        | 1         |                    | 5                  | 0                  |           | -         | -         |            | -          | -          | 32      | 1       |
| 2019-2020                   | «Рома»                      | A                           | 6         | 0         | КІ                 | 0                  | 0                  | ЛЄУ       | 0         | 0         | -          | -          | -          | 6       | 0       |
| 2020–21                     | «Верона»                    | A                           | 6         | 0         | КІ                 | 1                  | 0                  | -         | -         | -         | -          | -          | -          | 7       | 0       |
| 2021-січ. 2022              | «Верона»                    | A                           | 2         | 0         | КІ                 | 1                  | 0                  | -         | -         | -         | -          | -          | -          | 3       | 0       |
| Усього за «Верону»          | Усього за «Верону»          | Усього за «Верону»          | 8         | 0         |                    | 2                  | 0                  |           | -         | -         |            | -          | -          | 10      | 0       |
| січ.-черв. 2022             | «Кайсеріспор»               | СЛ                          | 10        | 1         | КТ                 | 3                  | 0                  | -         | -         | -         | -          | -          | -          | 0       | 0       |
| 2022–23                     | «Лечче»                     | A                           | 1         | 0         | КІ                 | 0                  | 0                  | -         | -         | -         | -          | -          | -          | 1       | 0       |
| січ.-черв. 2023             | «Адана Демірспор»           | СЛ                          | 10        | 0         | CT                 | 0                  | 0                  | -         | -         | -         | -          | -          | -          | 10      | 0       |
| Усього за кар'єру           | Усього за кар'єру           | Усього за кар'єру           | 92        | 3         |                    | 11                 | 0                  |           | 0         | 0         |            | -          | -          | 103     | 3       |

### У збірній
| Дата       | Місто            | Господарі | Результат | Гості     | Турнір            | Голи | Примітки |
| ---------- | ---------------- | --------- | --------- | --------- | ----------------- | ---- | -------- |
| 17-11-2019 | Андорра-ла-Велья | Андорра   | 0 – 2     | Туреччина | Відбір до ЧЄ 2020 | -    | 80'      |
| 11-11-2020 | Стамбул          | Туреччина | 3 – 3     | Хорватія  | товариський матч  | -    | 46'      |
| Усього     |                  | Матчів    | 2         |           | Голів             | 0    |          |

| Дата       | Місто         | Господарі | Результат | Гості     | Турнір                             | Голи | Примітки |
| ---------- | ------------- | --------- | --------- | --------- | ---------------------------------- | ---- | -------- |
| 11-9-2018  | Гельсінгборг  | Швеція    | 0 – 1     | Туреччина | Кваліфікація молодіжного Євро-2019 | -    | 89'      |
| 12-10-2018 | Ле-Петі-Кевії | Франція   | 1 – 0     | Туреччина | Товариський матч                   | -    |          |
| 16-10-2018 | Фельчут       | Угорщина  | 1 – 2     | Туреччина | Кваліфікація молодіжного Євро-2019 | -    | 84'      |
| Усього     |               | Матчів    | 3         |           | Голів                              | 0    |          |

## Досягнення
«Генчлербірлігі»
- Перша ліга Туреччина
  -  Срібний призер (1): 2018/19